# Bell Pottinger
De Bell Pottinger Group was een Brits public relations- en adviesbureau. Het bedrijf was gevestigd in Londen en was een dochteronderneming van Chime Communications. Timothy Bell richtte in 1987 het bedrijf Lowe Bell Communications op, dat in maart 1998 werd omgedoopt tot de Bell Pottinger Group.
In december 2011 kwam het bedrijf in opspraak toen bleek dat Wikipedia misbruikt werd door manipulatie van de artikelen over hun cliënten.
Het bedrijf ging in september 2017 failliet, als gevolg van een schandaal over zijn activiteiten in Zuid-Afrika.